# XBP1
البروتين 1 المرتبط بالصندوق-X (بالإنجليزية: X-box binding protein 1)‏ ويُعرف كذلك بـ XBP1 هو بروتين يُشفر لدى البشر بواسطة الجين XBP1. يتواجد الجين XBP1 في الصبغي 22 بينما تم التعرف على جين كاذب قريب الصلة به ويتواجد في الصبغي 5. البروتين XBP1 عامل نسخ ينظم التعبير الجيني وهو مهم للعمل السليم للنظام المناعي ولاستجابة الإجهاد الخلوي.

## الاكتشاف
البروتين 1 المرتبط بالصندوق-X هو عامل نسخ يحتوي على النطاق bZIP . تم التعرف عليه أول مرة بفضل قدرته على الارتباط بالصندوق X وهو عنصر نسخ محفوظ في معزاز الجين مستضد الكريات البيضاء البشرية (HLA) DR ألفا ‏.

## الوظيفة

### استجابة إجهاد الشبكة الإندوبلازمية
البروتين XBP1 جزء من استجابة إجهاد الشبكة الإندوبلازمية واستجابة البروتين غير المتطوي (UPR). وهي ظروف تتجاوز قدرة الشبكة في طي البروتينات المتراكمة وتُحدث هاتين الاستجابتين، وكنتيجة لذلك يتم تحرير GRP78 من IRE1 لدعم تطوي البروتين. يتفكك IRE1 إلى أوليغومرات ويُنشِط نطاق الريبونوكلياز الخاص به عبر فسفرة ذاتية. يحفز IRE1 المُنشَّط استئصال إنترون غير تقليدي طوله 26 نوكليوتيد من جزيئات الرنا الرسول الخاصة بـXBP1u المتوفرة بكثرة، ويتم الاستئصال بآلية مماثلة لآلية ما قبل توصيل الرنا الرسول. إزالة هذا الإنترون تسبب انزياحا لإطار القراءة في التسلسل المشفر لـXBP1 وهذا يُنتِج النسخة المماثلة XBP-1s التي طولها 376 حمض أميني، 40 كدالتون بدل البروتين الحقيقي XBP1u الذي طوله 261 حمض أميني، 33 كدالتون. نسبة XBP1u/XBP1s (نسبة XBP1 غير الموصل/XBP1 الموصل) لها علاقة متناسبة مع مستوى التعبير عن البروتينات المعبر عنها (المخلقة) في سبيل تكييف قدرة الطي الخاصة بالشبكة الإندوبلازمية مع مستوى احتياجات الطي المطلوبة.